# کاروانسرای کمانج علیا
کاروانسرای کمانج علیا مربوط به دوره صفوی است و در شهرستان تبریز، بخش مرکزی، دهستان اسپران، شمال روستای کمانج علیاء واقع شده و این اثر در تاریخ ۱۸ اسفند ۱۳۸۷ با شمارهٔ ثبت ۲۵۱۸۷ به‌عنوان یکی از آثار ملی ایران به ثبت رسیده است.